# Cymindoidea
Cymindoidea is een geslacht van kevers uit de familie van de loopkevers (Carabidae). De wetenschappelijke naam van het geslacht is voor het eerst geldig gepubliceerd in 1833 door Laporte.

## Soorten
Het geslacht Cymindoidea omvat de volgende soorten:
- Cymindoidea aequa Andrewes, 1923
- Cymindoidea bisignata (Dejean, 1831)
- Cymindoidea chinensis Jedlicka, 1953
- Cymindoidea decellei Basilewsky, 1961
- Cymindoidea deplanata (Boheman, 1848)
- Cymindoidea distigma Chaudoir, 1875
- Cymindoidea humeralis Peringuey, 1899
- Cymindoidea indica (Schmidt-Goebel, 1846)
- Cymindoidea kochi Basilewsky, 1961
- Cymindoidea munda Andrewes, 1923
- Cymindoidea nigra Chaudoir, 1875
- Cymindoidea regularis Basilewsky, 1961
- Cymindoidea triangulifera (Buquet, 1835)
- Cymindoidea tutelina (Buquet, 1835)
- Cymindoidea virgulifera Chaudoir, 1875